# 三宝 (作曲家)
三 宝（サン パオ、拼音: San Bao、1968年6月5日 - ) は、中華人民共和国・内モンゴル自治区出身の作曲家、指揮者。本名は、那日松（拼音: Na Ri Song）。父親はモンゴル族のクラリネット奏者包玉山、母親は漢族の作曲家辛滬光。代表的な作品として、1989年、「アジア陸上大会」における「亜洲之光」、2000年、英国にて開催された「中国に喝采」コンサートにおいて音楽総監督を務める。また、同2000年、オリンピック誘致のためのテーマ曲を張芸謀（チャン・イーモウ）の依頼により手がけ、2008年の北京オリンピック開催に貢献した。

## 略歴
- 1968年 - 蒙古族の血をひく、民族音楽の代々名門の家に生まれる。
- 1972年 - バイオリンを習い始める。
- 1979年 - ピアノを習い始める。
- 1981年 - 北京中央民族大学音楽学科付属中学へ入学、バイオリンを専攻する。
- 1986年 - 優秀な成績で中央音楽学院指揮科へ入学。
- 1990年 - 広西省オペラ交響楽団、武漢バレエ交響楽団、中央バレエ交響楽団、北京交響楽団、中国国家交響楽団、中国国家オペラ交響楽団、中国放送交響楽団などと公演を重ねる。
- 1997年 - フリーとなる。

## 音楽作品と特徴
北京中央民族大学音楽学科付属中学に在学中より、ヨーロッパ、アメリカなどのポップス音楽に大きな関心を示し、三宝自身もポップス音楽の創作を始めた。1989年に北京で開催された「アジア陸上大会」の開会式にて「亜州之光」（アジアの光）を発表し、大きな注目を集める。以後、作曲、編曲、アルバム制作およびライブ活動を精力的に行う。三宝は著名歌手の蘇芮（Su Rui）に多くの歌曲を提供。李宗盛（Li Zongsheng）、盧冠廷（Lo Kwun Ting）と、初のアルバム「我々はこうである」（我們就是様的人）を制作。また、国民的歌手の毛阿敏（Mao Amin）のファーストアルバムを制作に関与。その中の一曲、「愛に癒されて」（我不願再次被情傷）は1995年香港春季チャートベスト10の第一位になる。以降、中国国内で人気を得た歌曲として下記のような曲がある。
- 「一つの童話」（一个童話）紅豆のアルバムより
- 「手を振って」（揮揮手）李玲玉のアルバムより
- 「ぼくの目にキミしか見えない」（我的眼里只有你）景崗山のアルバムより
- 「花霊」（花靈）景崗山のアルバムより
- 「もう一度愛してでもいいですか」（我是不是還能愛你）景崗山のアルバムより
- 「あなたが待っているのを知りながら」（我知道你在等着）景崗山のアルバムより
- 「翼を折れた蝶々」（断翅的蝴蝶）丁薇のアルバムより
- 「明日もう一度輝こう」（告訴明天再次輝煌）林依輪のアルバムより
- 「あなたのすべて愛したい」（帯上你的故事跟我走）林依輪のアルバムより

三宝が創作に関わった曲は数千曲、創作した歌曲も数百曲に上る。また、三宝はこれらの歌曲の創作に関わりながらも、本業の管弦楽団の指揮も疎かにすることはなかった。国内外の数多くのオーケストラ演奏会で指揮をとりながら、映画音楽、ドラマ音楽、コマーシャル音楽にも携わり、幅広いジャンルにわたる創作活動を通じて、中国音楽界で不動の地位を確立。そして1996年、香港で行われた芸術祭において、三宝は自ら楽団を率い、90分も超える自作のオーケストラ曲を指揮。楽団はいわゆるオーケストラ編成であるが、演奏する楽曲は現代音楽の要素を取り入れ、またモンゴル（蒙古）民謡の美しいメロディラインを彷彿させる演奏で、聴衆たちに大きな反響をよび成功を収めた。三宝はこれらの楽曲を一枚のアルバムに収め、題名を「帰」とした。1990年代半ば、三宝は著名な音楽家として、中央電視台（CCTV）、北京電視台（BeijingTV）、その他各地方TV局が行う大型歌謡祭の審査員を努める。2000年10月、中国芸術家英国大型公演「中国に喝采」の音楽総監督を務めた。また同年、三宝はチャン・イー・モウ（張芸謀）の依頼を受け、オリンピック開催誘致のためのテーマ曲つくり、自国オリンピック開催の成功に尽力した。2001年4月、三宝は「世紀劇場」にて初の作品コンサートを開き、自ら指揮をとり、著名歌手：劉歓(Liu Huan)、毛阿敏(Mao Amin)、孫楠(Sun Nan)、那英(Na Ying)らが三宝の作品を歌い、公演は大きな成功を収めた。

## 主な作品（年代別）
- 1989年

歌曲：《亚运之光》（アジアの光）演唱：劉歓 那英 高楓 謝津 
- 1990年

歌曲：《风阻挡不住我走》（風は私を止められない）演唱：蘇芮 
歌曲：《我不愿爱你爱得太疲惫》（愛に疲れ果てて）演唱：蘇芮 
歌曲：《因为你，因为我》 （あなたのため、私のため）演唱：蘇芮 
- 1991年：

歌曲：《我要你爱我》（あなたの愛が欲しい）演唱：蘇芮 
- 1993年：

アルバム：《断翅的蝴蝶》（翼の折れた蝶々）演唱：丁薇 
アルバム：《我是不是还能爱你》（もう一度愛してでもいいですか） 演唱：景崗山 
- 1994年：

アルバム：《你的明天会很美》（あなたの明日は美しくなる） 演唱：潘勁東 
- 1995年：

アルバム：《我的眼里只有你》（ぼくの目にキミしか見えない）演唱：景崗山 
アルバム：《我不愿再次被情伤》 演唱：毛阿敏 
映画音楽：《离婚了，就别来找我》 
- 1996年：

歌曲：《带上你的故事跟我走》（あなたのすべて愛したい） 演唱：林依輪 
アルバム：《帰》 
- 1997年：

歌曲：《你是这样的人》 （あなたはこのような人）作詞：宋小明 演唱：劉歓 
ドラマ主題歌：《牵手》（手をつなぐ）、《北方故事》（北の物語）、《绿衣红娘》
ドラマ主題歌：《百年恩来》（百年の恩来） 
- 1998年：

歌曲：《不见不散》 （会えるまで待つ）演唱：孫楠 
映画音楽：《不见不散》、《一个都不能少》（あの子を探して） 
ミュージカル：《新白蛇传》 
- 1999年：

歌曲：《没完没了》 演唱：孫楠 那英 
映画音楽：《不能没有你》（あなたなしで生きていけない）、《我的父亲母亲》（初恋のきた道）、《没完没了》 
- 2000年：

歌曲：《我欲成仙》（我は仙人如く）演唱：劉歓 
歌曲：《相思》（会いたい）演唱：毛阿敏 
歌曲：《为爱说抱歉》（愛にすみませんを言う）演唱：孫楠 
ドラマ主題歌：《蓝色妖姬》、《西游记后传》 
映画音楽：《幸福时光》（至福のとき） 
- 2001年：

歌曲：《是否爱过我》 演唱：孫楠 
歌曲：《让梦冬眠》（夢を冬眠させて）演唱：孫楠 艾雨 
歌曲：《让爱重来》（愛をもう一度）演唱：鄒芮 作詞：梁芒 
歌曲：《白痴》（愚かもの）演唱：王菲（フェイ・ウォン） 作詞：林夕 
歌曲：《究竟》（果して）演唱：張信哲 作詞：陳家麗 
歌曲：《但愿人长久》（永遠を願って）演唱：満文軍 作詞：趙小源
歌曲：《回甜》（甘い恋）演唱：邵兵 作詞：梁芒 
歌曲：《笑也依然》（笑顔は依然）演唱：韓紅 作詞：梁芒 
歌曲：《你是我今生最长的梦》（君はぼくのもっとも長い夢）演唱：満文軍 作詞：梁芒 
歌曲：《风月》（風月）演唱：任真 作詞：趙小源 
歌曲：《野火》（野原の炎）演唱：汪正正 作詞：趙小源 
歌曲：《幻影》（幻の影）演唱：鄒芮 作詞：梁芒 
ドラマ主題歌：《像雾像雨又像风》（霧の如く、雨の如く、風の如く）、《侠客行》、《孫中山》、《長白英雄传》（長白山の英雄伝）、《浪迹天涯》（天果てにさすらう）、《让爱重来》（愛をもう一度）、《生死情劫》（愛に溺れて）、《帕米尔医生》（パミル医師）
映画音楽：《大腕》、《老师》（先生）、《烟雨红颜》、《一样的人》（同じ人）、《苦茶香》（苦茶の香り） 
ドキュメンタリー映画音楽：《延安儿女》（日本） 
- 2002年：

歌曲：《暗香》（静かな香り）演唱：沙宝亮 作詞：陳濤 
歌曲：《飘》（舞う）演唱：沙宝亮 作詞：老沫 
歌曲：《快乐登场》（愉快な登場） 演唱：羽泉 
歌曲：《握紧我的手》（手を繋いで） 演唱：楊坤 作詞：楊海潮 
歌曲：《握紧我的手》（手を繋いで・英語） 演唱：竇鵬 作詞：尹健 
歌曲：《与谁共鸣》（共鳴）演唱：陳明 作詞：梁芒 
歌曲：《在彩虹上奔跑》（虹をつたって走る） 演唱：陳曉東 作詞：梁芒 
歌曲：《让她降落》 演唱：何璐 作詞：劉沁 
歌曲：《潜流》 演唱：何璐 作詞：梁芒 
歌曲：《城市，晚安》（Good Night, City!）演唱：陳明 作詞：楊海潮 
歌曲：《热血豪情》 演唱：汪正正 作詞：楊海潮 
歌曲：《好想靠住你》 演唱：沙宝亮 朱樺 作詞：趙小源 
歌曲：《为爱妩媚》 演唱：朱樺 作詞：趙小源 
ドラマ主題歌：《金粉世家》（華麗なる家族）、《非常公民》、《爸爸叫红旗》、《失乐园》（失楽園） 《特警飞龙》、《春花秋月》 
映画音楽：《嘎达梅林》（ガーダー・メイリン）、《天上草原》（天国の草原）、《恰同学少年》 
- 2003年：

歌曲：《又沐春风》（春風に浴びて）演唱：朱樺 作詞：楊海潮 
歌曲：《还在心头》（心に残る思い）演唱：韓磊 作詞：楊海潮 
歌曲：《女孩的脸》（女の子の顔）演唱：金海心 作詞：趙小源 
歌曲：《花恋火》（炎に恋する花）演唱：応豪 作詞：梁芒 
歌曲：《满江红》 演唱：韋嘉 作詞：西門 
歌曲：《爱情原来是用伤口做的》 演唱：韋嘉 作詞：西門 
歌曲：《天下归心》 演唱：韓磊 作詞：楊海潮 
歌曲：《让我奔跑》 演唱：劉沁 作詞：劉沁 
アルバム：《六十年代生人》 演唱：劉歓 
ドラマ主題歌：《军歌嘹亮》、《生死十七天》、《记忆的证明》、《亲亲宝贝》、 《红粉世家》、《长平之战》、《她从海上来》 
映画音楽：《暖》、《危情雪夜》、《秋千》、《来不及爱你》、《灾难时刻》 
アルバム：《源》 
舞劇（バレエ）：《云南印象》 
- 2004年：

歌曲：《蒙娜丽莎》（モナリザ） 演唱：沙宝亮 作詞：梁芒 
歌曲：《我总会感动你》（あなたを振り向かせる） 演唱：沙宝亮 作詞：趙小源 
ドラマ主題歌：《月牙儿与阳光》、《中国造》 (Made in China)
映画音楽：《归来去》、《蓝天的去向》(青空の行方)（日本） 
子ども向けミュージカル：《迷宫》 
- 2005年：

歌曲：《有一种爱》 演唱：李彩華 作詞：冷杉 
歌曲：《倾心相许》 演唱：羅嘉良 李彩華 作詞：冷杉 
歌曲：《钢铁的心》 演唱：韓磊 作詞：宋小明 
アルバム：《枪》 演唱：何西 
ドラマ主題歌：《铁色高原》、《昭君出塞》
ミュージカル：《金沙》

## 評価
現在の中国音楽界において、三宝はもっとも高い評価を得ている。クラシックからプップスに至るまで、幅広いジャンルに渡る音楽について創作、演奏活動を続けている。三宝が手がける音楽は浮ついたところがなく、かといって騒がしくもなく、純粋に素朴な心の風景を、聴衆に対して描きだしている。

## 三宝の音楽哲学（本人によるコメント）
僕は少年時代に、いま思い出しても大変興奮する一つの出来事がある。それは、母が僕の為に一つ、八分の一スケールのバイオリンを買ってくれたこと。僕は未熟な弾き方でそのバイオリンを使い、それまで自分が知っているメロディを全部弾いてみた。今にして思えば、それが僕の音楽人生のきっかけになったような気がする。またその後、夜一人で家で留守番をしていたとき、父母が大事にしまいこんでいたLPレコードを取り出して、初めて自分でかけて流れてくる音を聞いた途端、僕は淡いブルーの色に押し寄せられる感覚があり、そしてその色がどんどん広がっていく感じがした。その瞬間に、僕は音楽には色がついていることを悟った。僕の音楽創作は自由で、形に捉われない。僕は「音」で世界を感じ取る。僕は書きたい「音」を譜面に並べて、そしてこの「音」たちがそれぞれ違う楽器で奏でる時の「音」を想像し、口で言い表せないほどの快感を味わうのだ。いい音楽には呼吸、驚嘆、形、そして色彩がある。「音楽」それ自体に生命が宿っているのだ。

## 2010年の活動
三宝は突然重度の心臓病に襲われ（「危篤状態」と家族に告知されるほどであった）生死を彷徨う経験を経ながらも、2010年12月31日、「直接影響」という題名の音楽会を開き、自分のそれまでの音楽を総括する形で、「宝利（ホウリ）劇場」にて盛大なコンサートを開催。このコンサートにおいて、中国放送芸術管弦楽団を自ら指揮し、自作の映画音楽「ガーダー・メイリン」の主題音楽を演奏。またドラマの主題歌を演奏し、内モンゴルから、ホッグジラト（胡格吉勒図）、ナリンチムグ（娜仁其木格）が参加、また馬頭琴の演奏も加えられた。

## 内モンゴル出身の音楽家
- ウヨンタナ official site　（ウヨンタナ＝内モンゴル出身の歌手）